# G2 (雑誌)
G2（ジーツー）は、2009年から2015年まで講談社より発行されていたノンフィクション雑誌である。後に『週刊現代』編集長を務めた藤田康雄によって創刊され、後に講談社学芸局長となる林辺光慶が編集長を務めていた。

## 歴代編集長
- 第1代　藤田康雄（vol.1 - vol.10）
- 第2代　吉田仁（vol.11 - vol.15）
- 第3代　林辺光慶（vol.16 - vol.19（最終号））

## 概要
2008年12月に休刊となった『月刊現代』の後継誌で、講談社内の有志によりプロジェクトチームが立ちあげられ、新創刊された。
雑誌、単行本、ネットが三位一体となった新機軸メディアを目指すとしている。公式サイトでは最新号の記事全文を順次公開しているほか、一部のバックナンバーについても記事全文を公開。会員登録（無料）をすれば読めるようになっている。
2009年9月5日に第1号が発売され、同日、それを記念したシンポジウムが紀伊國屋ホールで開催された。シンポジウムは、編集長の藤田康雄が司会を行い、高山文彦、柳美里、石井光太、矢野絢也、佐野眞一が登壇した。
2009年12月5日、第2号が発売される。同号に寄稿した佐野眞一は、月刊『創』2010年2月号において、G2を「雑誌として編めていない。ホチキスで留めたような雑誌だ。（中略）『G2』が何か新しいノンフィクションの工場になるかどうかは、少なくとも2号を見る限りは見えてこない。（中略）『G2』の誌面にはアクチュアリティがない」と激しい筆致で批判した。

## 掲載記事

### 創刊号（2009年9月5日）
- 矢野絢也「池田大作と私」
- 諸永裕司「沖縄密約事件　西山太吉の妻 37年目の初告白」
- 会津泰成「永井秀樹 独白録」
- 柳美里「ドキュメント『児童虐待』」
- 石井光太「感染宣言」
- 髙山文彦「リッダ！奥平剛士の『愛と革命』」
- 沢木耕太郎「耳を澄ます」、トニー・パーカー著『神様と一緒に』訳
- 講談社ノンフィクション賞選考会

### vol.2（2009年12月5日）
- 西岡研介「ドキュメント吉本興業買収」
- 二宮清純「野村克也　懺悔録」
- 佐野眞一「三國連太郎　遺言」他

### vol.3（2010年3月5日）
- クリス・アンダーソン「「フリー」最新報告」
- 堀江貴文「デジタル出版の未来」
- 浅田次郎「中国論」
- 立花隆「ドキュメント・小沢一郎問題」
- 佐野真一「ルポ・婚活詐欺」
- 柳美里「私の児童虐待・最終報告」
- 柳川悠治「石川遼・会見の達人」他

### vol.4（2010年6月4日）
- 魚住昭「小沢一郎元秘書の『獄中日記』」
- 二宮清純「川淵三郎インタビュー」
- 矢幡洋「告白・愛娘はアスペルガー」
- 沢木耕太郎「ある編集者の死」
- 鈴木哲夫「保守の本懐」
- 安田峰俊「中国『禁断のメディア』紀行」
- うえむらちか「アキバの神々」
- 上阪徹「就職偏差値データ公開」
- 上原善広「ルポ ギリヤーク人」
- 工藤美代子「EDと熟年の性をめぐる旅」

### vol.5（2010年9月4日）
- 佐藤あつ子「私の父・田中角栄」
- 叶井俊太郎「破産者の告白」
- 野嶋剛「中国スパイへの『鎮魂』」
- 二宮清純「俺の突っ張り人生」
- 田中良介「ルポ・20歳の革命少女」
- 柳美里「訪朝記──わたしと北朝鮮』」
- うえむら・ちか「アキバの神々」
- 第32回講談社ノンフィクション賞選考会
- 工藤美代子「台湾夜想曲」
- 土屋了介「あなたもきっとがんになる」

### vol.6（2010年12月4日）
- 森功「同和と橋下徹」
- 対談・上杉隆VS.安替「日本・中国・米国　ツイッタージャーナリズム報告」
- 柳美里「私と息子の訪朝記」
- 青木理「検察の闇」
- 河合香織「セレブ妻バラバラ殺人事件」
- 安田浩一「在特会の正体」
- 渡瀬夏彦「沖縄興南・我喜屋監督」
- うえむら・ちか「アキバの神々」
- 佐野眞一「三國連太郎」
- 工藤美代子「上海夜話・EDルポ」
- 久坂部羊「医学概論」
- 荻野進介「山形県・庄内映画村の奇跡」
- 平原悟「中国人に愛される北海道・阿寒湖温泉の大戦略」
- 夏目幸明「クロマグロ完全養殖・成功までの全ドラマ」
- 大手企業採用担当者匿名座談会「こんな学生はいやだ！」
- 古市憲寿「ポスト1991・27歳天才起業家の物語」

### vol.7（2011年4月15日）
- 佐野眞一「ルポ・大津波と日本人」
- 赤坂憲雄「いま、東北ルネサンスが始まる」
- 上杉隆×常岡浩介×堀江貴文「特別鼎談　大震災とインターネット」
- 森功「選挙不敗神話の秘密」
- 藤井誠二「宜野湾の売春街が消えた」
- 石井光太「人を殺した子どもたち」
- 夏目幸明「マグロの守護神たち」
- 澤宮優「ルポ・打撃投手」
- 小林篤「真犯人のDNA」
- 今西憲之「布川事件元被告 杉山卓男　29年の獄中記」
- 木野活明「死刑囚から届いた年賀状」
- 久坂部羊「熱血医学教室」
- 古市憲寿「TGC（東京ガールズコレクション）の正体」
- 安田浩一「ネット右翼に対する宣戦布告」
- 大野和基「ドキュメント・AID　非配偶者間人工授精」
- 野嶋剛「ラスト・バタリオン」

### vol.8（2011年9月5日）
- 西岡研介・ 松本創「全被災地600kmの取材記録」西岡研介 / 松本創
- 赤坂憲雄「いま、東北ルネサンスが始まる」
- 今西憲之「世界で一番危険な福島第一原発　原子炉建屋をこの目で見た」
- 内田優香「エンベッド 海上自衛隊・被災地救援活動・秘録」
- 夏目幸明「『放射能除去装置』研究最前線報告」
- 斎藤貴男「東電の研究　虚構と欺瞞と失敗の本質」
- 柳川悠二「ルポ・職業監督　常勝こそ我が使命」
- 菅原出「ビン・ラディン暗殺はオバマ失墜の前奏曲だった」
- 古市憲寿「佐藤健インタビュー『幸せな若者たちの時代』」
- 久坂部羊「『消化器』とは何か」
- 黒木亮「兜町の男　清水一行と日本経済の興亡」
- 「講談社ノンフィクション賞選考会」
- 角岡伸彦「“大阪のドン”本格評伝小西邦彦『ピストルと荊冠』」
- 森功「橋下徹 脱原発と総理への野望」
- 佐野眞一「冤罪『東電OL殺人事件』ゴビンダ（受刑者）の肉声」
- 青木理「私たちが死刑囚の写真を撮影・公表した理由」